# Station Comblain-la-Tour
Station Comblain-la-Tour is een spoorwegstation langs spoorlijn 43 (Angleur - Marloie) in Comblain-la-Tour, een gehucht van de gemeente Hamoir. Het is nu een stopplaats.

## Treindienst
| Serie       | Treinsoort            | Route | Bijzonderheden             |
| ----------- | --------------------- | --- | -------------------------- |
| L 5550      | L-trein (NMBS)        | Liers – Luik-Guillemins – Rivage – Comblain-la-Tour – Marloie                                                                            |                            |
| P 7670/8670 | Piekuurtrein (NMBS)   | [ Namen – Sart-Bernard ] / [ Rochefort-Jemelle – [ Libramont ] / [ Comblain-la-Tour – Rivage – Luik-Guillemins – Luik-Sint-Lambertus ] ] | Rijdt alleen op werkdagen. |
| ICT 6945    | Toeristentrein (NMBS) | Liers – Luik-Guillemins – Rivage – Comblain-la-Tour – Marloie                                                                            | Rijdt in juli en augustus. |

## Galerij

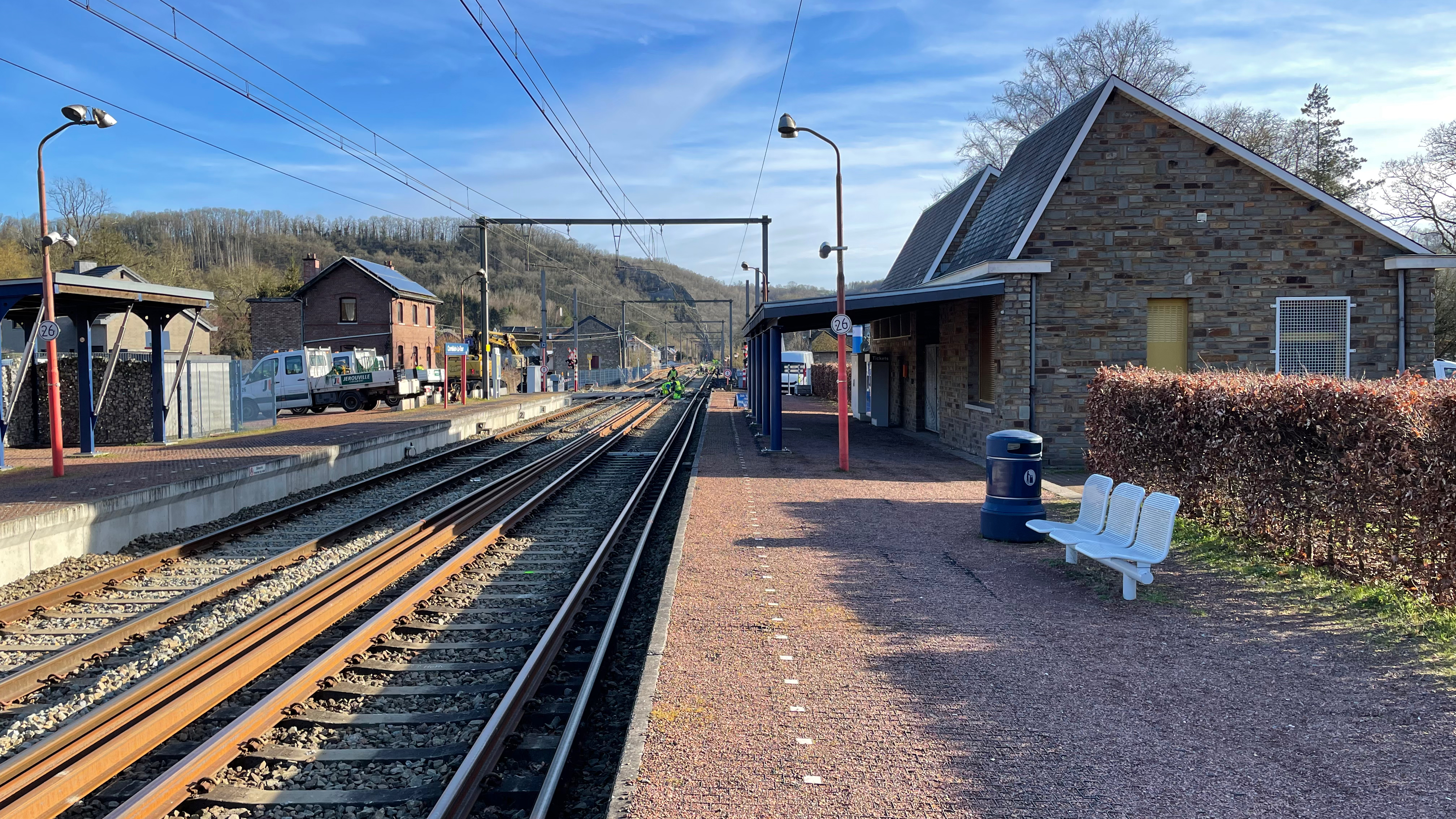
Zicht op het perron
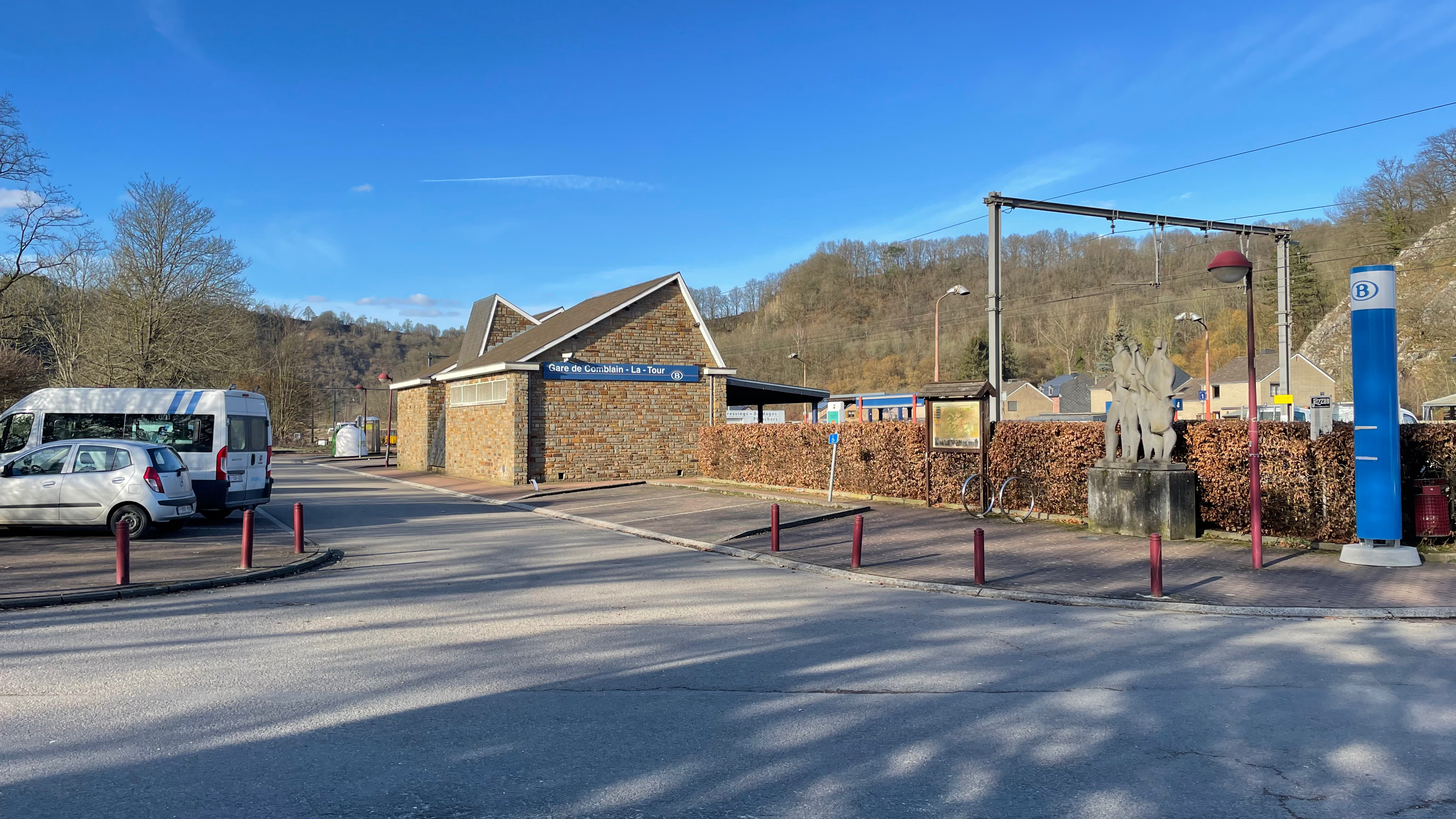
Het station (2023)
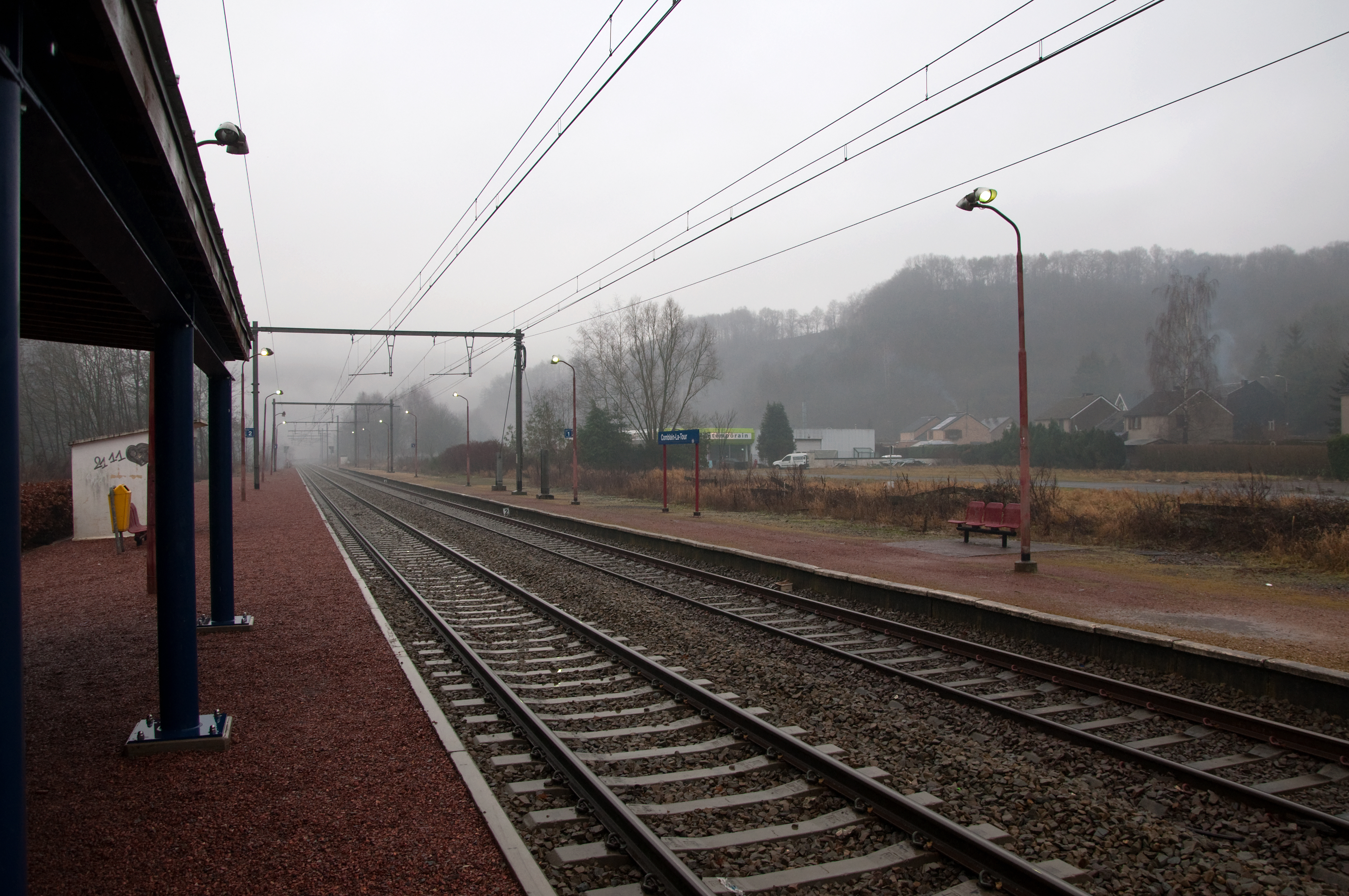
Het station (2011)

## Reizigerstellingen
De grafiek en tabel geven het gemiddeld aantal instappende reizigers weer op een week-, zater- en zondag.
| Tabel: aantal instappende reizigers station Comblain-la-Tour | Tabel: aantal instappende reizigers station Comblain-la-Tour | Tabel: aantal instappende reizigers station Comblain-la-Tour | Tabel: aantal instappende reizigers station Comblain-la-Tour |
|                                                              | Weekdag                                                      | Zaterdag                                                     | Zondag                                                       |
| ------------------------------------------------------------ | ------------------------------------------------------------ | ------------------------------------------------------------ | ------------------------------------------------------------ |
| 1977                                                         | 136                                                          | 68                                                           | 27                                                           |
| 1978                                                         | 139                                                          | 41                                                           | 39                                                           |
| 1979                                                         | 142                                                          | 29                                                           | 35                                                           |
| 1980                                                         | 110                                                          | 28                                                           | 33                                                           |
| 1981                                                         | 156                                                          | 51                                                           | 19                                                           |
| 1982                                                         | 141                                                          | 43                                                           | 36                                                           |
| 1983                                                         | 123                                                          | 34                                                           | 30                                                           |
| 1984                                                         | 126                                                          | 41                                                           | 52                                                           |
| 1985                                                         | 130                                                          | 45                                                           | 33                                                           |
| 1986                                                         | 113                                                          | 35                                                           | 52                                                           |
| 1987                                                         | 125                                                          | 35                                                           | 33                                                           |
| 1988                                                         | 109                                                          | 41                                                           | 43                                                           |
| 1989                                                         | 98                                                           | 33                                                           | 32                                                           |
| 1990                                                         | 92                                                           | 25                                                           | 20                                                           |
| 1991                                                         | 84                                                           | 30                                                           | 75                                                           |
| 1992                                                         | 95                                                           | 43                                                           | 30                                                           |
| 1993                                                         | 97                                                           | 30                                                           | 40                                                           |
| 1994                                                         | 96                                                           | 27                                                           | 44                                                           |
| 1995                                                         | 71                                                           | 25                                                           | 23                                                           |
| 1996                                                         | 88                                                           | 21                                                           | 43                                                           |
| 1997                                                         | 85                                                           | 36                                                           | 37                                                           |
| 1998                                                         | 94                                                           | 41                                                           | 35                                                           |
| 1999                                                         | 71                                                           | 46                                                           | 34                                                           |
| 2000                                                         | 81                                                           | 30                                                           | 34                                                           |
| 2001                                                         | 66                                                           | 24                                                           | 18                                                           |
| 2002                                                         | 100                                                          | 24                                                           | 28                                                           |
| 2003                                                         | 76                                                           | 36                                                           | 40                                                           |
| 2004                                                         | 74                                                           | 34                                                           | 64                                                           |
| 2005                                                         | 86                                                           | 36                                                           | 21                                                           |
| 2006                                                         | 82                                                           | 36                                                           | 40                                                           |
| 2007                                                         | 115                                                          | 28                                                           | 32                                                           |
| 2008                                                         | -                                                            | -                                                            | -                                                            |
| 2009                                                         | 121                                                          | 59                                                           | 74                                                           |
| 2010                                                         | -                                                            | -                                                            | -                                                            |
| 2011                                                         | -                                                            | -                                                            | -                                                            |
| 2012                                                         | 120                                                          | 38                                                           | 49                                                           |
| 2013                                                         | 136                                                          | 28                                                           | 34                                                           |
| 2014                                                         | 133                                                          | 29                                                           | 79                                                           |
| 2015                                                         | 109                                                          | 32                                                           | 37                                                           |
| 2016                                                         | 129                                                          | 41                                                           | 28                                                           |
| 2017                                                         | 90                                                           | 28                                                           | 37                                                           |
| 2018                                                         | 138                                                          | 67                                                           | 81                                                           |
| 2019                                                         | 127                                                          | 44                                                           | 54                                                           |
| 2020                                                         | 82                                                           | 20                                                           | 27                                                           |
| 2021                                                         | -                                                            | -                                                            | -                                                            |
| 2022                                                         | 217                                                          | 43                                                           | 49                                                           |
| 2023                                                         | 215                                                          | 33                                                           | 64                                                           |
| 2024                                                         | 156                                                          | 112                                                          | 39                                                           |

0,0: Angleur ·
1,2: Streupas ·
2,7: Sauheid ·
4,7: Colonster ·
5,3: Sainval ·
6,9: Tilff ·
10,2: Méry ·
11,6: Hony ·
12,6: Esneux ·
14,2: Souverain-Pré ·
15,2: La Gombe ·
16,3: Poulseur ·
18,0: Chanxhe ·
20,1: Rivage ·
21,0: Comblain-au-Pont ·
23,4: Comblain-la-Tour ·
29,4: Hamoir ·
33,4: Sy ·
37,1: Bomal ·
40,4: Barvaux ·
44,2: Biron ·
49,9: Melreux-Hotton ·
54,0: Marenne ·
58,7: Marche-en-Famenne ·
62,0: Marloie